# Аджатар (платформа)
Аджата́р — платформа Челябинского региона Южно-Уральская железная дорога на линии Бердяуш — Челябинск-Главный. Названа по расположенной в 8 км восточнее деревне Аджитарово (Аджатар), основанной в середине XVIII века башкирами Айлинской волости (род Айле, баш. Әйле) во главе с походным старшиной Аджитаром Каранаевым.
Расположена вблизи деревни Кугалы Чебаркульского района Челябинской области. Более крупные соседние населённые пункты — село Шахматово (3 км юго-западнее) и посёлок Бишкиль (6 км восточнее). Расстояние до районного центра, города Чебаркуль — 20 км.
Расположена между открытыми в 1892 при продлении Самаро-Златоустовской железной дороги до Челябинска станциями Мисяш и Бишкиль (до 1895 — Медведево), электрифицирована в 1945 постоянным током напряжением 3 кВ в составе участка Златоуст — Челябинск.
До 29 декабря 1970 года при платформе существовал одноимённый посёлок, относившийся к Травниковскому сельсовету и не имевший постоянного населения на момент исключения из учётных данных.

## Пассажирское сообщение
На платформе останавливаются пригородные поезда, следующие между станциями Челябинск-Главный и Миасс I. Аджатар относится к числу так называемых «летних» платформ, где бо́льшую часть пассажиров составляют садоводы. Часть пригородных поездов останавливается на платформе лишь в тёплое время года. По состоянию на сентябрь 2024 года на платформе останавливаются 3 пары пригородных поездов. Ускоренные поезда, связывающие Челябинск со Златоустом и Бакалом, как и поезда дальнего следования, на платформе не останавливаются. Билетная касса отсутствует.